# Сероголовая инезия
Сероголовая инезия (лат. Inezia inornata) — вид воробьиных птиц из семейства тиранновых.

## Распространение
Обитают в Аргентине, Боливии, Бразилии, Парагвае и Перу.

## Описание
Длина тела 10 см, вес 5,5—6 г. Корона и верхние части тела птицы от серого до оливково-серого цвета. Тонкая беловатая «бровь» имеется над глазом. Крылья темноватые, с двумя тонкими полосками.

## Биология
Питаются насекомыми, возможно, также фруктами. Предполагается, что птицы могут мигрировать и не присутствуют круглогодично по всему ареалу вида. Особи с увеличенными гонадами были замечены в Боливии в ноябре. Другие данные о размножении отсутствуют.

## Охранный статус
МСОП присвоил виду охранный статус LC.